# Joaquín Muñoz
Joaquín Muñoz är en svensk operasångare (tenor), ursprungligen från Alicante i Spanien. 

## Biografi
Joaquin Muñoz påbörjade sina sångstudier i Alicante hos Guillermo Palomar (Galas Líricas) och Musikkonservatoriet Oscar Esplá. Han studerade och verkade som professionell dansare hos José Espadero på danskonservatoriet, samt har arbetat med koreografer som Alberto Lorca och Goyo Montero på Palladium i Palma de Mallorca under 1980-talet. Joaquín Muñoz har även varit konstnärlig ledare för dansteaterensemblen Retablo Flamenco i Alicante och arbetade som stuntman på  Fort West i Campello, Alicante.
Under 90-talet debuterade han som sångare med Alicantes symfoniorkester, sedan fortsatte han sina studier i Stockholmunder 3 år vid Operastudio 67. Joaquín Muñoz har kompletterat sin sångteknik hos Erik Saedén, Bruno Pola, Franco Federici och Iwa Sörenson.
Joaquín Muñoz gjorde sina första framträdande i Sverige 1998 som Rinuccio i Puccinis Gianni Schicchi och Tamino i Mozarts Trollflöjten med Opera Vox på Gröna Lund-teatern. 1999 medverkade han i Sven-David Sandströms opera Staden på Kungliga Operan i regi av Lars Rudolfsson och som betjänt i Richard Strauss Capriccio i regi av Wilhelm Carlsson. Direkt efter debuterade han som Rodolphe i La Bôhème på Folkoperan i Stockholm och på samma teater fortsatte han som Edgardo i Lucia di Lammermoor, Cavaradossi i Tosca och Orfeus i Offenbachs Orfeus i Underjorden.
2007 var han heltidsanställd på Dramatiska Kungliga Teatern i Stockholm med Mats Ek i Ett Drömspel som sångare och skådespelare i rollen som Han.
Senast har han arbetat med Charlotta Huldt-Ramberg med Strömstadsoperan och Stadsteatern/Parkteatern i Stockholm med Bollywood som slog publikrekord med över 7000 åskådare och som Don Ottavio i Mozarts Don Juan (Don Giovanni). 

## Roller
- Eduardo i Lucia di Lammermoor, regi av Kasper Holten
- Cavaradossi i Tosca, regi av Jasenko Selimovic
- Hertigen i Rigoletto, regi av Sten Niklasson
- Tamino i Trollflöjten (Mozart)
- Adolphe i Die Opernprobe (Lortzing)
- Rinuccio i Gianni Schicchi (Puccini)
- Gonzalve i L'Heure Espagnole (Ravel)
- Rodolphe i La Bohème (Puccini)
- Edgardo i Lucia di Lammermoor (Donizetti)
- Canio i Pajazzo (Leoncavallo)
- Luigi i Il Tabarro (Puccini)
- Orfeus i Folkoperans uppsättning av Offenbachs Orfeus i underjorden
- Don José i Carmen (Bizet)
- Spaghettiopera Stockholms Reginateatern.
- Il Duca, Rigoletto (Verdi), Opera på Skäret